# (1557) Roehla
(1557) Roehla ist ein Asteroid des Hauptgürtels, der am 14. Januar 1942 vom deutschen Astronomen Karl Wilhelm Reinmuth in Heidelberg entdeckt wurde.
Benannt ist der Asteroid nach dem deutsch-schwedischen Arzt Lars Ruehl in Heidelberg, aus Dankbarkeit für die wiedererlangte Gesundheit des Entdeckers.